# Aerocom
Aerocom fue una aerolínea basada en Chisináu, Moldavia. Operó vuelos chárter principalmente desde su fundación, en 1998, hasta que su permiso de vuelo fue revocado en 2004. El permiso de vuelo de la compañía fue revocado porque supuestamente esta estaba ligada a organizaciones que se dedicaban al tráfico de armas, incluyendo la organización de Viktor Bout.

## Historia
La aerolínea se fundó en 1998 y operaba únicamente vuelos chárter y de carga de corto y medio alcance.
En 2004 el Reino Unido crítico al Departamento Internacional para el Desarrollo ya que este había contratado a Aerocom para transportar ayuda humanitaria a Marruecos luego del terremoto en ese país en 2004, porque las Naciones Unidas revelaron un informe en 2003, que decía que Aerocom había transportado grandes cantidades de armas a Liberia en el año 2002. Subsecuentemente fue necesario un permiso para que un Ilyushin Il-76 de Aerocom aterrizara en la isla de Gran Bretaña a cargar la ayuda humanitaria para Marruecos, además de que fue necesario conseguir un permiso para las restricciones de ruido de Londres, las cuales no cumplen los Il-76.
A finales de 2004 el certificado de operador aéreo de Aerocom fue revocado, posiblemente debido a que la aerolínea estaba ligada a las operaciones de tráfico de armas internacionales de Viktor Bout. A pesar de esto, un avión perteneciente a la compañía realizó un vuelo clandestino al servicio de los Estados Unidos en el cual se sacaron alrededor de 99 toneladas de armas cortas de una base norteamericana en la ciudad de Tuzla, Bosnia-Herzegovina.

## Flota histórica
| Aeronaves      | Total | Introducido | Retirado | Matrículas                                                              |
| -------------- | ----- | ----------- | -------- | ----------------------------------------------------------------------- |
| Antonov An-12  | 5     | 1997        | 2008     | ER-ADT, ER-ACI, ER-AXE, ER-AXA y ER-AXA                                 |
| Antonov An-24  | 10    | 1998        | 2008     | ER-AEL, ER-AFC, ER-AFT, ER-AWJ, ER-AWD, ER-AWC, ER-AFU, ER-AWH y ER-AFB |
| Antonov An-26  | 9     | 1999        | 2005     | ER-AFL, ER-AFQ, ER-AFN, ER-AFU, ER-AFE, ER-AWG, ER-AFH, ER-AWN y ER-AZT |
| Ilyushin IL-76 | 1     | 2002        | 2006     | ER-IBE                                                                  |